# Live at Shea Stadium: The Concert
Live at Shea Stadium: The Concert je kompilacija skladb ameriškega kantavtorja Billyja Joela, ki jih je ta izvedel na dveh koncertih na Shea Stadiumu v New Yorku, 16. in 18. julija 2008. Kompilacija je izšla na zgoščenki in DVD-ju 8. marca 2011. Film je produciral Jon Small, ki je v 60. letih igral skupaj z Joelom v skupinah The Hassles in Attila.
Ta dva koncerta sta bila zadnja na tem stadionu pred njegovo porušitvijo. Na koncertih so kot gostje nastopili Tony Bennett, Garth Brooks, John Mayer, Steven Tyler, Roger Daltrey, John Mellencamp, Mark Wood in Paul McCartney.

## Seznam skladb
Vse skladbe je napisal Billy Joel, razen, kjer je posebej napisano.

### CD
| Disk 1 | Disk 1                                              | Disk 1  |
| Št.    | Naslov                                              | Dolžina |
| ------ | --------------------------------------------------- | ------- |
| 1.     | „Prelude/Angry Young Man §‟                         | 5:45    |
| 2.     | „My Life §‟                                         | 5:30    |
| 3.     | „Summer, Highland Falls §‟                          | 3:42    |
| 4.     | „Everybody Loves You Now §‟                         | 3:05    |
| 5.     | „Zanzibar §‟                                        | 5:36    |
| 6.     | „New York State of Mind §‟ (s Tonyjem Bennettom)    | 6:49    |
| 7.     | „Allentown §‟                                       | 3:51    |
| 8.     | „The Ballad of Billy the Kid‟                       | 5:41    |
| 9.     | „She's Always a Woman §‟                            | 3:45    |
| 10.    | „Goodnight Saigon §‟                                | 7:23    |
| 11.    | „Miami 2017 (Seen The Lights Go Out On Broadway) §‟ | 4:20    |
| 12.    | „Shameless‟ (z Garthom Brooksom)                    | 4:54    |
| 13.    | „This Is The Time‟ (z Johnom Mayerjem)              | 6:16    |
| 14.    | „Keeping The Faith §‟                               | 5:06    |

| Disk 2 | Disk 2                                             | Disk 2                             | Disk 2  |
| Št.    | Naslov                                             | Pisec                              | Dolžina |
| ------ | -------------------------------------------------- | ---------------------------------- | ------- |
| 1.     | „Captain Jack‟                                     |                                    | 7:20    |
| 2.     | „Lullabye (Goodnight, My Angel)‟                   |                                    | 3:43    |
| 3.     | „The River Of Dreams §/ A Hard Day’s Night §‟      | Joel / John Lennon, Paul McCartney | 7:43    |
| 4.     | „We Didn't Start the Fire‟                         |                                    | 5:14    |
| 5.     | „You May Be Right‟                                 |                                    | 4:53    |
| 6.     | „Scenes from an Italian Restaurant‟                |                                    | 7:40    |
| 7.     | „Only The Good Die Young §‟                        |                                    | 4:13    |
| 8.     | „I Saw Her Standing There‟ (s Paulom McCartneyjem) | Lennon, McCartney                  | 4:39    |
| 9.     | „Take Me Out to the Ball Game‟                     | Jack Norworth, Albert Von Tilzer   | 0:45    |
| 10.    | „Piano Man §‟                                      |                                    | 5:53    |
| 11.    | „Let It Be‟ (s Paulom McCartneyjem)                | Lennon, McCartney                  | 5:11    |

### DVD
1. »Prelude/Angry Young Man« §
2. »My Life« §
3. »Summer, Highland Falls« §
4. »Everybody Loves You Now«
5. »Zanzibar« §
6. »New York State of Mind« (s Tonyjem Bennettom) §
7. »Allentown« §
8. »The Ballad of Billy the Kid« §
9. »She's Always A Woman« §
10. »Goodnight Saigon« §
11. »Miami 2017 (Seen the Lights Go Out on Broadway)« §
12. »Shameless« (z Garthom Brooksom)
13. »This is the Time« (z Johnom Mayerjem)
14. »Keeping the Faith« §
15. »Captain Jack«
16. »Lullabye (Goodnight my Angel)«
17. »The River of Dreams« §/ »A Hard Day's Night« §
18. »We Didn't Start the Fire«
19. »You May Be Right«
20. »Scenes From an Italian Restaurant«
21. »Only the Good Die Young« §
22. »I Saw Her Standing There« (s Paulom McCartneyjem)
23. »Take Me Out to the Ballgame«
24. »Piano Man« §
25. »Let It Be« (s Paulom McCartneyjem)

Kot dodatek koncertni DVD vsebuje tri dodatne posnetke: »Walk This Way« s Stevenom Tylerjem, »My Generation« z Rogerjem Daltreyjem in »Pink Houses« z Johnom Mellencampom.
§ - označuje skladbe, ki so bile izvedene v nižji tonaliteti zaradi Joelovega globljega glasu.